# 薩拉托加泉
薩拉托加泉（Saratoga Springs）是美國紐約州薩拉托加郡的一個城市，常簡稱為薩拉托加（Saratoga）。2010年人口普查時，薩拉托加泉有人口26,586人。

## 友好城市
- 法國 维希